# Orden des heiligen Ferdinand und des Verdienstes

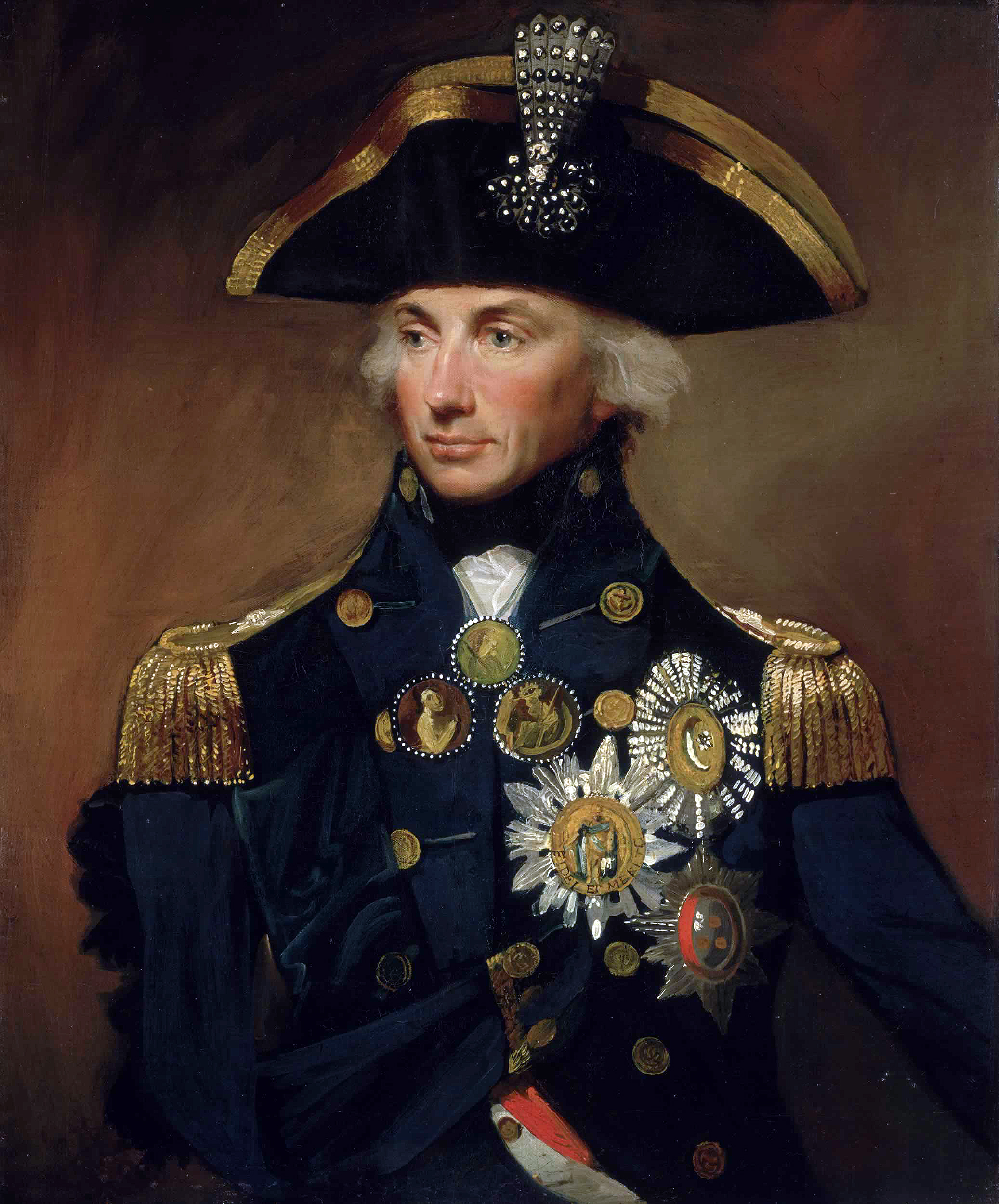
Horatio Nelson mit dem Bruststern des Ferdinandsordens (zweiter von oben)

Der Orden des heiligen Ferdinand und des Verdienstes, auch Ferdinandsorden genannt, war der älteste und höchste Verdienstorden des Königreichs beider Sizilien. Er wurde am 1. April 1800 von Ferdinand IV. von Neapel gestiftet. Geehrt sollten Treue und Ergebenheit werden, also Tugenden, die eine Restauration des Königreichs Neapel ermöglichten, in dem 1799 die Parthenopäische Republik ausgerufen worden war. Anders als der Januariusorden und der Konstantinorden war er ein reiner Verdienstorden, den auch Nichtkatholiken erhalten konnten.
1861 wurde nach der Gründung Italiens der Orden aufgehoben.

## Ordensklassen
Ursprünglich war der Orden in Großkreuze und Komture geteilt. Der Orden hatte ab 1810 drei Klassen:
- Großkreuz auf 24 Mitglieder begrenzt und mit dem Prädikat „Exzellenz“ als Anrede
- Komtur
- Ritter

## Ordensdekoration

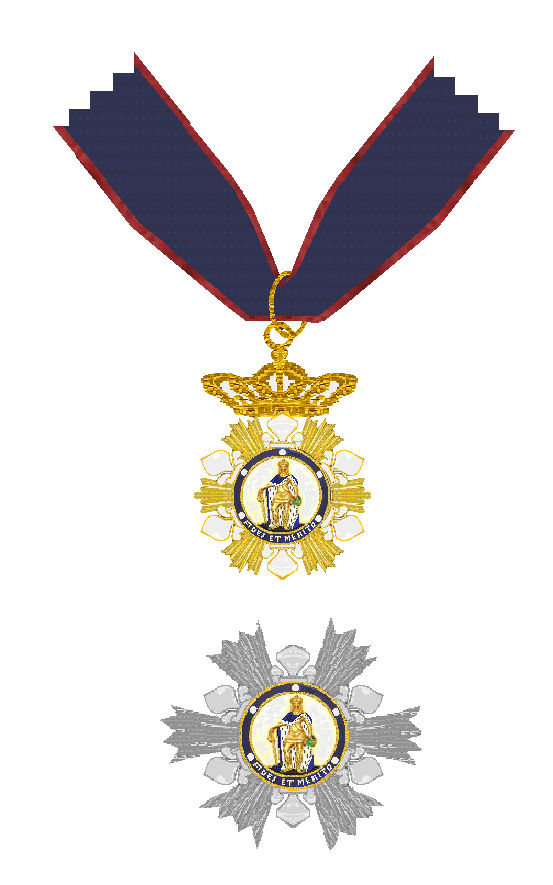
Bruststern und Insigne

Ein aus sechs goldenen Strahlen bestehender Stern mit zwischen ihnen befindlichen sechs silbernen bourbonischen Lilien bilden die Dekoration. Der Stern wird durch eine goldene Königskrone überragt. Im kreisrunden blauen goldgefassten Email-Reif stehen die Worte in Gold Fidei et merito (Der Treue und dem Verdienst).
Das Medaillon zeigt auf goldenem Grund den heiligen Ferdinand von Kastilien mit einem Schwert in der rechten und einem Lorbeerkranz in der linken Hand. Rückseitig die Inschrift Ferd. IV. Instituit 1800 (Ferdinand IV. hat (den Orden) gestiftet).

## Ordensband und Trageweise
Das Ordensband ist dunkelblau mit roten Randstreifen.
Das Großkreuz wurde an einer Schärpe von der rechten Schulter zur linken Seite getragen, dazu ein Bruststern. Kommandeure trugen das Insigne als Halsorden und die Ritter im Knopfloch.

## Zeremoniekleidung
Die Kleidung bestand aus Rock, Weste und Beinkleid von sogenanntem Drap d’or, weißen Seidenstrümpfe mit goldgestickten Zwickeln und einem runden an einer Seite aufgeschlagenen Hut.
Der Hut hatte eine seidene rote Kokarde, war mit Gold besetzt und durch zwei Federn in rot und blau geschmückt. Der zugehörige Mantel war aus blauem Moiré mit gestickten Lilien und O und F besät und wurde durch zwei goldenen rot-blauen langen Schnüren gebunden.
Die Mantelfütterung bestand aus weißem Taffet und Hermelinstreifen. Zur Vervollkommnung wurde ein Degengehänge aus blauem Moiré mit roten Streifen am Rand getragen. Die Mantelmusterung wiederholte sich.
Zur Kleidung wurde der Orden in anderer Art getragen. Die Großkreuzklasse trug den Orden um den Hals an einer goldenen Ordenskette. Die Kettenglieder wechselten zwischen bourbonischen Lilien und gekreuzten Fahnen. Auf den Fahnen wurden abwechselnd die Königskrone, ein Turm und der Buchstaben F gezeigt.